# Marga Behrends
Marga Behrends (* 9. Oktober 1907 in Berlin; † 20. Mai 2010 ebenda) war eine deutsche Tänzerin und Tanzlehrerin, die in Medien mehrfach als „letztes Tillergirl“ bezeichnet wurde. Ab circa 1992 bis 2006 trat sie regelmäßig noch im hohen Alter auf Bühnen auf.

## Leben

### Tänzerin im Admiralspalast
Gegen den Willen ihres Vaters, der Sittenpolizist war, nahm Marga Behrends Tanzunterricht. Sie bewarb sich im Admiralspalast als „Tillergirl“, also als Revuetänzerin, und wurde auch angenommen. Bis 1933 trat sie dort auf. Ihr Vater verbot ihr zunächst weitere Auftritte, als er sie auf einem Plakat, das Werbung für den Palast machte, an einer Litfaßsäule entdeckte. Eine Zeit lang arbeitete Marga Behrends bei einer Herrenschneiderei, bis ihre Eltern schließlich ihre Auftritte akzeptierten. Sie spielte kleine Rollen in Spielfilmen, etwa in Das Mädchen vom Spittelmarkt mit Grete Mosheim. Als Tänzerin im Admiralspalast traf sie beispielsweise Otto Dix, Fritz Kortner, Kurt Weill, Adele Sandrock, Billy Wilder und Paul Lincke. Auch mit der noch unbekannten Marlene Dietrich war sie befreundet.
Mit 20 Jahren bekam sie den unehelichen Sohn Hans. Um den Sohn kümmerten sich Gerda, ihre Schwester, und ihre Eltern. Nachdem der Admiralspalast 1933 geschlossen worden war, trat sie auf verschiedenen Bühnen auf, bis sie 1939 ihren Mann Ludwig heiratete, der ihr jedoch das Künstlerdasein verbot. Sie siedelte mit ihrem Mann zeitweise nach Prag über, schützte eine Schwangerschaft vor, um der Arbeit in einer Waffenfabrik zu entgehen, und verdiente sich Geld mit der Unterhaltung deutscher Truppen. Im Zweiten Weltkrieg kamen ihr Vater und ihre Schwester Gerda um: Ihre Schwester wurde von russischen Soldaten vergewaltigt und der Vater erschossen, als er seiner Tochter zu Hilfe eilen wollte. Gerda beging später Selbstmord.

### Nach dem Zweiten Weltkrieg
Nach dem Ende des Krieges lebte sie mit ihrem Mann Ludwig bis 1947 auf Borkum, wo sie ein Café und eine Tanzschule betrieben. 1947 kehrten beide nach Berlin zurück, wo sich Marga Behrends bis 1980 ins Privatleben zurückzog.
Zwischen 1980 und 1992 verdiente sich Behrends zusätzlich zur knappen Rente Geld als Toilettenfrau im „i-punkt“-Restaurant des Europa-Centers in Berlin. (Nach manchen Quellen sollen sie und ihr Mann die Toilette oder sogar das ganze Restaurant gepachtet haben; dies ist jedoch sehr wahrscheinlich eine ausgeschmückte Version.)

### Rückkehr auf die Bühne
Im Jahr 1991 spielte sie dann eine kleine Komparsenrolle in dem Film Das Haus am See neben Hildegard Knef. 1992 starb ihr Mann Ludwig. Bald danach lernte sie zufällig in einer Bäckerei die Sängerin Rachelina Giordano von Rachelina und die Maccheronies kennen, mit der sie bald darauf gemeinsam auftrat. Häufig sang sie das selbstgedichtete Lied Alle Männer sind Kamele. Später traf sie den Pianisten Frank Augustin, mit dem sie mit Liedern von Zarah Leander und Marlene Dietrich auftrat. Sie lernte außerdem den Regisseur Thomas Nennstiel kennen, der sie für seine Fernsehserie Motzki engagierte und ein guter Freund von Behrends wurde. Ihre Geburtstage wurden häufig in Berliner Gaststätten mit zahlreichen Gästen, teilweise auch dem Berliner Bürgermeister, gefeiert.
Im Jahr 2006 trat sie bei der Wiedereröffnung des Admiralspalastes auf. 
Mit Unterbrechungen hat Behrends ihr ganzes Leben in Berlin-Kreuzberg verbracht. Sie wurde in der Tempelherrenstraße geboren und lebte dann in der Fürbringerstraße.